# Эстебан Родригес Миро
Эстебан Родригес Миро-и-Сабатер, также известный как Эстебан Миро и Эстеван Миро (исп. Esteban Rodríguez Miró; 1744 — 4 июня 1795) — офицер испанской армии и губернатор испанско-американских провинций Луизиана и Флорида.
Миро был одним из самых популярных испанских губернаторов, во многом благодаря его быстрой реакции на Великий пожар в Новом Орлеане (1788 г.), уничтоживший почти весь город.

## Ранняя жизнь
Эстебан Миро родился в Реусе (в настоящее время в провинции Таррагона, Каталония), Испания, в семье Франсиско Миро и Мариан де Миро-и-Сабатер. Он поступил на военную службу в 1760 году во время Семилетней войны. Около 1765 года он был переведен в Мексику и дослужился до чина лейтенанта. Он вернулся в Испанию в 1770-х годах и прошел военную подготовку, прежде чем был отправлен в Луизиану в 1778 году.

## Губернатор Луизианы
В 1779 году во время американской войны за независимость и англо-испанской войны (1779—1783) Эстебан Родригес Миро был частью сил, которыми командовал Бернардо де Гальвес в кампаниях против британцев в Западной Флориде. Гальвес назначил Миро исполняющим обязанности губернатора Луизианы (Новая Испания) 20 января 1782 года. Официально он стал губернатором 16 декабря 1785 года. Испания отобрала эту территорию у Франции после поражения последней в 1763 году от Великобритании в Семилетней войне.
После Войны за независимость Эстебан Родригес Миро был ключевой фигурой в пограничном споре между Испанией и США из-за северной границы Западной Флориды. При испанском правлении граница проходила по 31° северной широты. В 1763 году он перешел под контроль Великобритании в конце Семилетней войны. В 1767 году северная граница была перенесена на 32°28' северной широты (от нынешнего местоположения Виксбурга, штат Миссисипи, на восток до реки Чаттахучи).
В 1783 году Великобритания признала испанское завоевание Западной Флориды в ходе войны, но не указала северную границу. В отдельном договоре с США Великобритания определила южную границу как 31 градус северной широты. Испания требовала британской экспансии Западной Флориды, в то время как США придерживались старой границы. Великобритания также предоставила Соединенным Штатам право свободного судоходства по Жемчужной реке даже в тех районах, на которые Испания претендовала по обе стороны реки.
В 1784 году испанское правительство закрыло низовья реки Миссисипи для американцев, что вызвало значительный страх и негодование среди поселенцев на западных границах Кентукки и Теннесси, которые зависели от речной торговли и крупного порта Нового Орлеана. Гнев поселенцев был направлен как на правительство США за недостаточно агрессивные действия для защиты их интересов, так и на Испанию.
Значительная фракция в Кентукки рассматривала возможность стать независимой республикой, а не присоединяться к США. Одним из лидеров этой фракции был Джеймс Уилкинсон, который встретился с Миро в 1787 году, заявил о своей верности Испании и тайно действовал как агент Испании. Планы Уилкинсона по созданию на западе независимой страны, дружественной Испании, мало что дали, кроме как вызвали споры. Это всплыло позже в другой форме благодаря отношениям Уилкинсона с Аароном Берром.
Миро укрепил Ногалес (современный Виксбург) и устье Миссисипи от возможности войны с США. После пожара Страстной пятницы в марте 1788 года был уничтожен почти весь город Новый Орлеан, Миро поставил палатки для жителей, привез продукты со складов, отправил корабли в Филадельфию за помощью и отменил испанские правила, ограничивающие торговлю с городом . Город Новый Орлеан (сегодняшний Французский квартал) был перестроен с более огнеупорными зданиями из кирпича, гипса, тяжелой кладки, керамической черепичной крышей и дворами. Среди новых зданий, построенных под его руководством, был собор Святого Людовика.

## Возвращение в Испанию
Эстебан Родригес Миро отказался от поста губернатора в конце 1791 года, чтобы вернуться в Испанию и служить в военном министерстве. Он служил фельдмаршалом с 1793 по 1795 год в войне с Французской республикой. Он умер естественной смертью во время Пиренейской войны на поле боя в июне 1795 года.

## Наследие
В 1788 году Северная Каролина сформировала судебный округ, названный округом Меро, на самой западной территории (территория в настоящее время вокруг Нашвилла, штат Теннесси); он был назван в честь Миро, но законодательный орган неправильно написал его. Среди жителей Луизианы Миро в основном помнят за то, что он предотвратил создание инквизиции на территории.
Это был пример конфликта внутри центрального правительства в Мадриде, а также между ним и колониальными губернаторами: политика Миро, одобренная короной, заключалась в том, чтобы укрепить Луизиану против Соединенных Штатов и других держав путем поощрения урегулирования; это включало требование публичной практики католицизма, но игнорирование частного богослужения. Королевские министры приказали расширить инквизицию в ответ на Французскую революцию.

## Личная жизнь
Миро женился на Мари Селесте Элеонор де Макарти, двоюродной сестре мэра Нового Орлеана Огюстена де Макарти. Племянницей по браку была Дельфина Лалори, которой было 8 лет на момент его смерти и которая позже считалась серийным убийцей.

## Наследие и почести
- Миро-стрит в Новом Орлеане названа в его честь. Когда-то идущая от Нижнего 9-го округа в приходе Сен-Бернард («центр города») до Клэйборн-авеню в районе Фонтенбло («Верхняя часть города»), улица была разбита на несколько сегментов последующими застройками, такими как Индустриальный канал .
- Генерал Джеймс Уилкинсон назвал нынешнюю улицу Меро (sic) во Франкфорте, штат Кентукки, в честь губернатора Миро[20].
- В начале 1796 года половина недавно созданного штата Теннесси была названа в честь Миро: район Меро. Название использовалось по крайней мере до 1807 года[17].